# 브라보 마이 라이프 (드라마)
《브라보 마이 라이프》는 2017년 10월 21일부터 2018년 2월 3일까지 방영된 SBS 특별기획 드라마이다.

## 기획의도
열정 과다 드라마 조연출 하도나와 여왕처럼 살다 밑바닥으로 떨어진 왕년의 여배우 라라, 두 모녀의 화해와 도전, 사랑을 통해 인생의 참된 의미를 되새기는 드라마

## 등장인물

### 주요 인물
- 도지원 : 송미자 / 라라 역 - 혜미 성아 도나의 친엄마이자 JU그룹 정영웅 회장의 전 부인
- 박상민 : 정영웅 역 - 미자의 전 남편
- 연정훈 : 신동우 역 - SBC 방송사 PD
- 정유미 : 하도나 역 - 미자의 친딸이자 SBC 방송사 조연출, 순진의 친손녀
- 현우 : 김범우 역 - 7년째 데뷔를 못한 무명배우
- 강지섭 : 설도현 역 - 안하무인 절대 강자 톱 스타 배우

### JU그룹
- 박선임 : 정혜미 역 - 정영웅 회장과 미자의 첫째 딸, 준호의 아내
- 현쥬니 : 정성아 역 - 정영웅 회장과 미자의 막내딸, 락 가수 지망생

### JT그룹
- 독고영재 : 김호태 역 - 준호의 아버지
- 김혜선 : 최민경 역 - 준호의 어머니
- 강태성 : 김준호 역 - 혜미의 남편
- 지율 : 김서현 역 - 준호의 여동생
- 연송하 : 유진희 역 - 준호의 비서겸 내연녀

### SBC드라마 주변인물
- 신주아 : 강하영 역 - 여배우 / 정영웅 회장의 내연녀
- 전세현 : 강하경 역 - 하영의 매니저 / 하영의 친언니
- 김준현 : 유길준 역
- 김기리 : 철선 역
- 주성환 : 드라마 국장 역

### 하도나 주변인물
- 반효정 : 박순진 역 - 도나의 할머니
- 하재숙 : 이영희 역 - 도나의 친구

### 신동우 주변인물
- 박현숙 : 신화임 역 - 신동우의 고모

### 설도현 주변인물
- 권오중 : 김치복 역 - 도현이 소속된 기획사 사장
- 김누리 : 만수 역 - 도현의 매니저

### 그 외 인물
- 정욱 : 정영웅의 비서 역
- 정현석
- 정애연 : 윤지영 역
- 김대국 : 식당직원 역
- 권진란 : 보조작가 역
- 조승희 : 미소 역
- 신주협 : 오디션 남 역
- 윤배영
- 한주영
- 이서이
- 김명진
- 이달
- 이경실
- 한동환
- 문수종
- 정강희
- 이채민
- 최남욱
- 조병천
- 진수현
- 김성경
- 백천기
- 구혜리
- 이희정
- 홍성호
- 김중돈
- 김용희
- 이시영
- 오다온
- 박성균
- 조지영
- 김나영
- 나기창
- 이상옥
- 옥주리
- 유옥주
- 홍성기
- 장준현
- 김나인
- 최영민
- 김승준
- 최요운
- 이상훈
- 김지후
- 이지혜
- 해선
- 이택근
- 신주협
- 이선영
- 정예빈
- 황채은
- 김근영
- 진현광
- 조민제
- 김미혜
- 윤영목
- 지성근
- 추은경
- 오태은
- 김가영
- 이성재
- 신난애
- 서은솔
- 유금
- 전주우
- 임정옥
- 명석근
- 구효인
- 이호균
- 배기범
- 최찬숙
- 허선행
- 문성일
- 장주완
- 장지상
- 박성규
- 김미진
- 서승억
- 전기수
- 임왕섭
- 박태기
- 김이호
- 염정민
- 이철우
- 권혁석
- 김용진
- 권승구
- 추영빈
- 김수영
- 신세영
- 차재근

### 특별출연
- 김한석
- 김성경
- 김민교
- 임하룡
- 데니 안
- 조정식

## 시청률
최저 시청률과 최고 시청률은 시청률 조사회사와 지역별로 시청률에 차이가 있을 수 있습니다.
| 2017년 | 2017년    | 2017년         | 2017년       | 2017년         | 2017년       |
| 회차   | 방송일    | TNmS 시청률    | TNmS 시청률  | AGB 시청률     | AGB 시청률   |
| 회차   | 방송일    | 대한민국(전국) | 서울(수도권) | 대한민국(전국) | 서울(수도권) |
| ------ | --------- | -------------- | ------------ | -------------- | ------------ |
| 제1회  | 10월 21일 | 7.9%           | 8.4%         | 7.5%           | 8.2%         |
| 제2회  | 10월 21일 | 8.0%           | 8.5%         | 7.9%           | 8.7%         |
| 제3회  | 10월 21일 | 8.5%           | 9.1%         | 8.9%           | 9.5%         |
| 제4회  | 10월 21일 | 7.8%           | 8.5%         | 8.6%           | 9.2%         |
| 제5회  | 10월 28일 | 5.6%           | 5.5%         | 6.2%           | 7.0%         |
| 제6회  | 10월 28일 | 5.6%           | 5.5%         | 6.6%           | 7.6%         |
| 제7회  | 10월 28일 | 5.4%           | 6.0%         | 6.1%           | 6.7%         |
| 제8회  | 10월 28일 | 4.9%           | 5.7%         | 6.1%           | 6.9%         |
| 제9회  | 11월 4일  | 5.2%           | 6.3%         | 6.9%           | 7.9%         |
| 제10회 | 11월 4일  | 5.1%           | 6.5%         | 6.9%           | 8.3%         |
| 제11회 | 11월 4일  | 5.4%           | 6.1%         | 7.5%           | 8.4%         |
| 제12회 | 11월 4일  | 5.6%           | 5.8%         | 7.5%           | 8.6%         |
| 제13회 | 11월 11일 | 5.3%           | 6.6%         | 7.3%           | 8.5%         |
| 제14회 | 11월 11일 | 6.2%           | 6.4%         | 7.2%           | 8.3%         |
| 제15회 | 11월 11일 | 5.9%           | 6.1%         | 6.9%           | 7.9%         |
| 제16회 | 11월 11일 | 5.3%           | 5.9%         | 6.8%           | 7.4%         |
| 제17회 | 11월 18일 | 5.4%           | 5.5%         | 6.3%           | 7.2%         |
| 제18회 | 11월 18일 | 6.0%           | 6.4%         | 7.3%           | 8.1%         |
| 제19회 | 11월 18일 | 5.7%           | 6.6%         | 7.9%           | 9.1%         |
| 제20회 | 11월 18일 | 6.0%           | 6.6%         | 7.6%           | 8.6%         |
| 제21회 | 12월 2일  | 5.6%           | 5.9%         | 7.4%           | 8.7%         |
| 제22회 | 12월 2일  | 6.7%           | 6.9%         | 8.3%           | 9.4%         |
| 제23회 | 12월 2일  | 6.9%           | 7.3%         | 8.7%           | 9.9%         |
| 제24회 | 12월 2일  | 6.9%           | 7.4%         | 8.6%           | 9.6%         |
| 제25회 | 12월 9일  | 6.1%           | 6.0%         | 6.5%           | 7.4%         |
| 제26회 | 12월 9일  | 6.7%           | 7.0%         | 7.4%           | 8.1%         |
| 제27회 | 12월 9일  | 5.6%           | 6.3%         | 7.1%           | 8.0%         |
| 제28회 | 12월 9일  | 5.9%           | 6.9%         | 7.1%           | 8.1%         |
| 제29회 | 12월 16일 | 5.3%           | 5.3%         | 6.6%           | 7.6%         |
| 제30회 | 12월 16일 | 5.7%           | 5.6%         | 7.1%           | 8.3%         |
| 제31회 | 12월 16일 | 6.0%           | 5.6%         | 6.9%           | 7.9%         |
| 제32회 | 12월 16일 | 5.6%           | 5.4%         | 7.0%           | 8.0%         |
| 제33회 | 12월 23일 | 4.4%           | 5.3%         | 6.1%           | 7.1%         |
| 제34회 | 12월 23일 | 4.8%           | 6.0%         | 6.4%           | 7.6%         |
| 제35회 | 12월 23일 | 5.0%           | 5.9%         | 6.0%           | 7.0%         |
| 제36회 | 12월 23일 | 5.0%           | 6.1%         | 6.9%           | 8.0%         |
| 2018년 |           |                |              |                |              |
| 제37회 | 1월 6일   | 5.1%           | 6.3%         | 6.2%           | 7.2%         |
| 제38회 | 1월 6일   | 5.5%           | 6.7%         | 6.2%           | 7.3%         |
| 제39회 | 1월 6일   | 6.3%           | 7.5%         | 6.6%           | 7.8%         |
| 제40회 | 1월 6일   | 6.3%           | 7.6%         | 6.7%           | 7.9%         |
| 제41회 | 1월 13일  | 4.7%           | 5.8%         | 5.9%           | 6.9%         |
| 제42회 | 1월 13일  | 5.5%           | 6.7%         | 6.5%           | 7.5%         |
| 제43회 | 1월 13일  | 6.1%           | 7.2%         | 6.6%           | 7.6%         |
| 제44회 | 1월 13일  | 6.5%           | 7.8%         | 6.7%           | 7.9%         |
| 제45회 | 1월 20일  | 4.3%           | 5.5%         | 6.2%           | 7.4%         |
| 제46회 | 1월 20일  | 4.8%           | 5.6%         | 6.7%           | 7.6%         |
| 제47회 | 1월 20일  | 5.5%           | 6.7%         | 7.2%           | 8.3%         |
| 제48회 | 1월 20일  | 5.6%           | 6.8%         | 7.1%           | 8.1%         |
| 제49회 | 1월 27일  | 5.3%           | 5.8%         | 5.7%           | 6.2%         |
| 제50회 | 1월 27일  | 6.0%           | 6.6%         | 6.4%           | 7.0%         |
| 제51회 | 1월 27일  | 6.2%           | 7.1%         | 6.9%           | 7.8%         |
| 제52회 | 1월 27일  | 6.5%           | 7.4%         | 6.8%           | 7.7%         |
| 제53회 | 2월 3일   | 4.7%           | 5.8%         | 5.5%           | 6.5%         |
| 제54회 | 2월 3일   | 6.3%           | 7.2%         | 7.0%           | 7.9%         |
| 제55회 | 2월 3일   | 6.0%           | 6.9%         | 7.1%           | 8.0%         |
| 제56회 | 2월 3일   | 6.1%           | 7.2%         | 6.8%           | 7.9%         |

## 결방 사유 및 조기 종영
- 2017년 11월 25일 : 제38회 청룡영화상 방송으로 인한 결방
- 2017년 12월 30일 : 2017 SBS 연예대상 방송으로 인한 결방
- 당초 60부작에서 4회 단축되어 56부작으로 축소되었다.[3]

## 수상 및 후보
| 연도 | 시상식       | 부문                                     | 수상자 | 결과 |
| ---- | ------------ | ---------------------------------------- | ------ | ---- |
| 2017 | SBS 연기대상 | 일일 & 주말드라마 부문 여자 최우수연기상 | 도지원 | 후보 |
| 2017 | SBS 연기대상 | 일일 & 주말드라마 부문 남자 우수연기상   | 박상민 | 후보 |
| 2017 | SBS 연기대상 | 일일 & 주말드라마 부문 여자 우수연기상   | 정유미 | 후보 |

## 동시간대 드라마
- MBC 주말 특별기획 드라마 《돈꽃》